# Abborrevatten
Abborrevatten är en sjö i Stenungsunds kommun i Bohuslän och ingår i Göta älv-Bäveåns kustområde. Sjön är 5,5 meter djup, har en yta på 0,017 kvadratkilometer och är belägen 115 meter över havet.